# Coppa del mondo di marcia 1983
La Coppa del mondo di marcia 1983 (1983 IAAF World Race Walking Cup) si è svolta a Bergen, in Norvegia, nei giorni 24 e 25 settembre. Da questa edizione l'evento femminile passa da 5 a 10 km.

## Medagliati

### Uomini
| Specialità     | Oro                     | Prestazione | Argento       | Prestazione | Bronzo            | Prestazione |
| 20 km          | Jozef Pribilinec        | 1h19'30"    | Ernesto Canto | 1h19'41"    | Anatolij Solomin  | 1h19'43"    |
| 50 km          | Raúl González Rodríguez | 3h45'37"    | Sergej Jung   | 3h48'46"    | Viktor Dorovskich | 3h49'47"    |
| Gara a squadre | Unione Sovietica        | 231 pt.     | Italia        | 189 pt.     | Messico           | 146 pt.     |

### Donne
| Specialità     | Oro        | Prestazione | Argento           | Prestazione | Bronzo    | Prestazione |
| 10 km          | Xu Yongjiu | 45'14"      | Natal'ja Šaripova | 45'26"      | Sue Cook  | 45'27"      |
| Gara a squadre | Cina       | 132 pt.     | Unione Sovietica  | 130 pt.     | Australia | 124 pt.     |